# جاویدآباد
جاویدآباد (به ترکی آذربایجانی: Cavidabad) یک منطقهٔ مسکونی در جمهوری آذربایجان است که در شهرستان بابک واقع شده‌است.